# Basílica de Santa Maria (Castelló d’Empúries)

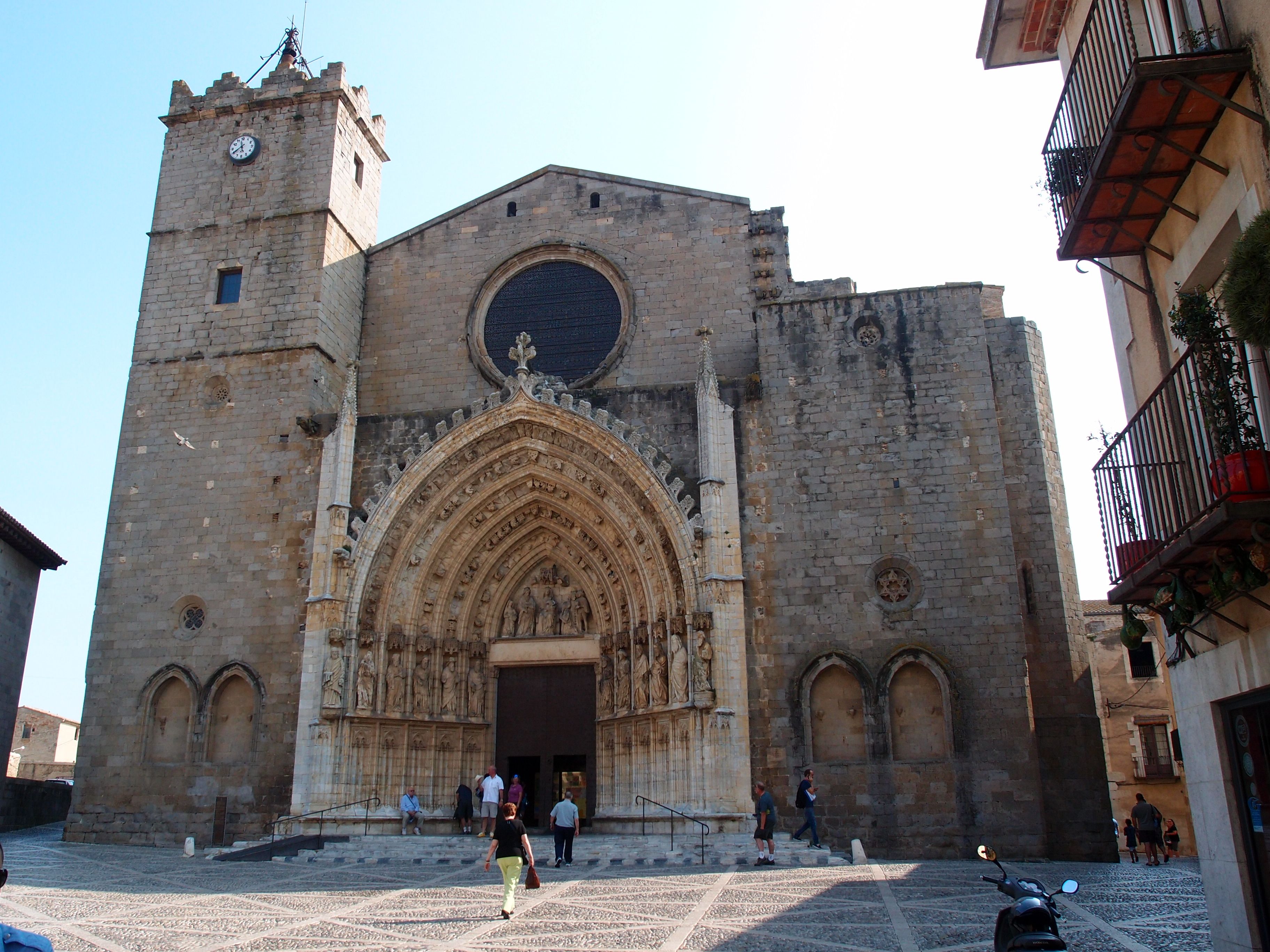
Basílica de Santa Maria

Die Basílica de Santa Maria (in Katalonien auch als Catedral de l’Empordà und Catedral de Castelló d’Empúries bezeichnet) ist eine gotische Kirche, die sich in der Kleinstadt Castelló d’Empúries innerhalb der katalanischen Provinz Girona in Spanien befindet. Die Erhebung der Pfarrkirche zur Basilica minor erfolgte am 15. August 2006 durch Papst Benedikt XVI.

## Geschichte

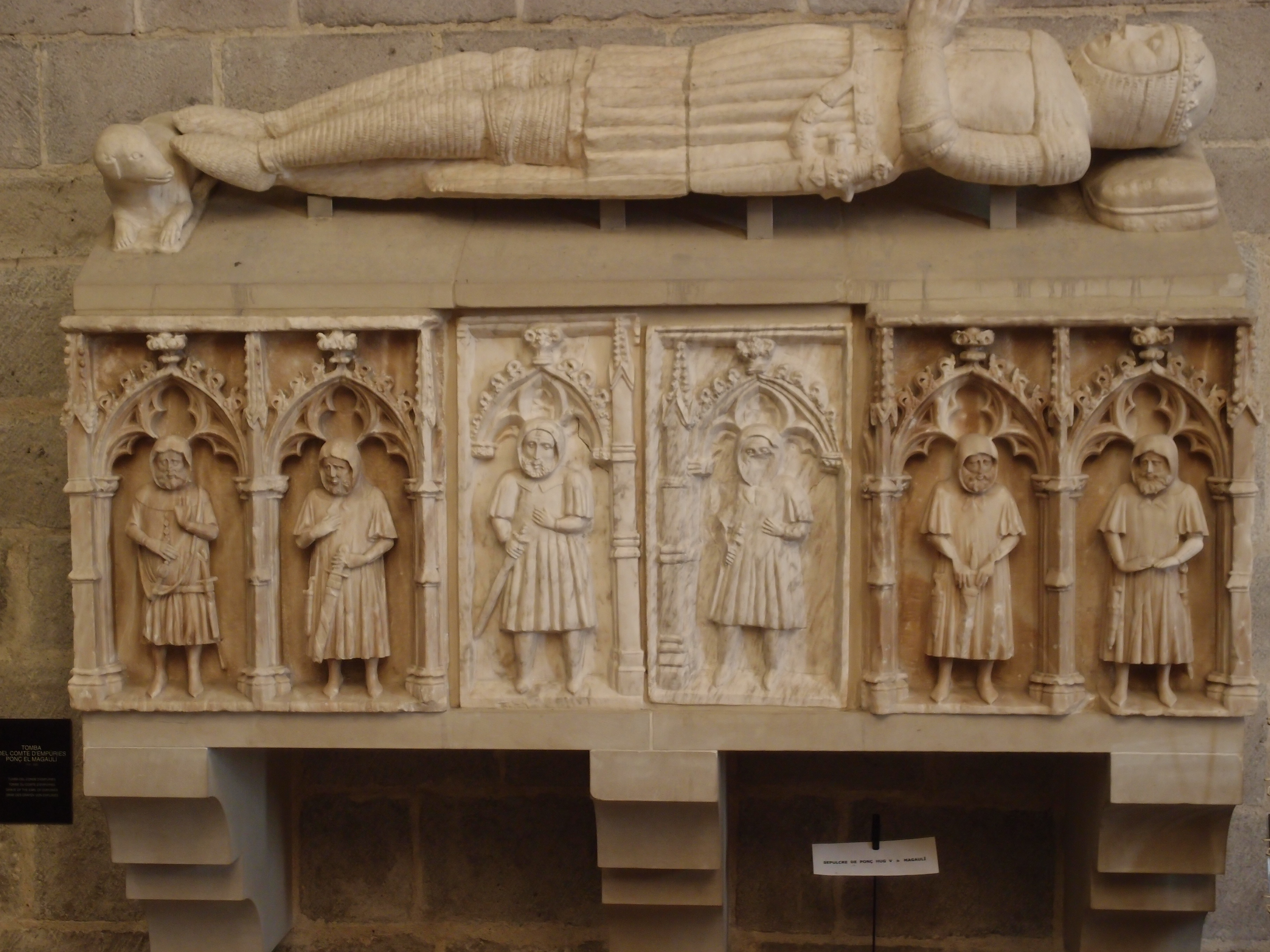
Sarkophag des Grafen von Empúries (1313–1322) Ponç VI. (auch Ponç Hug V. Malgauli) in der Basilika

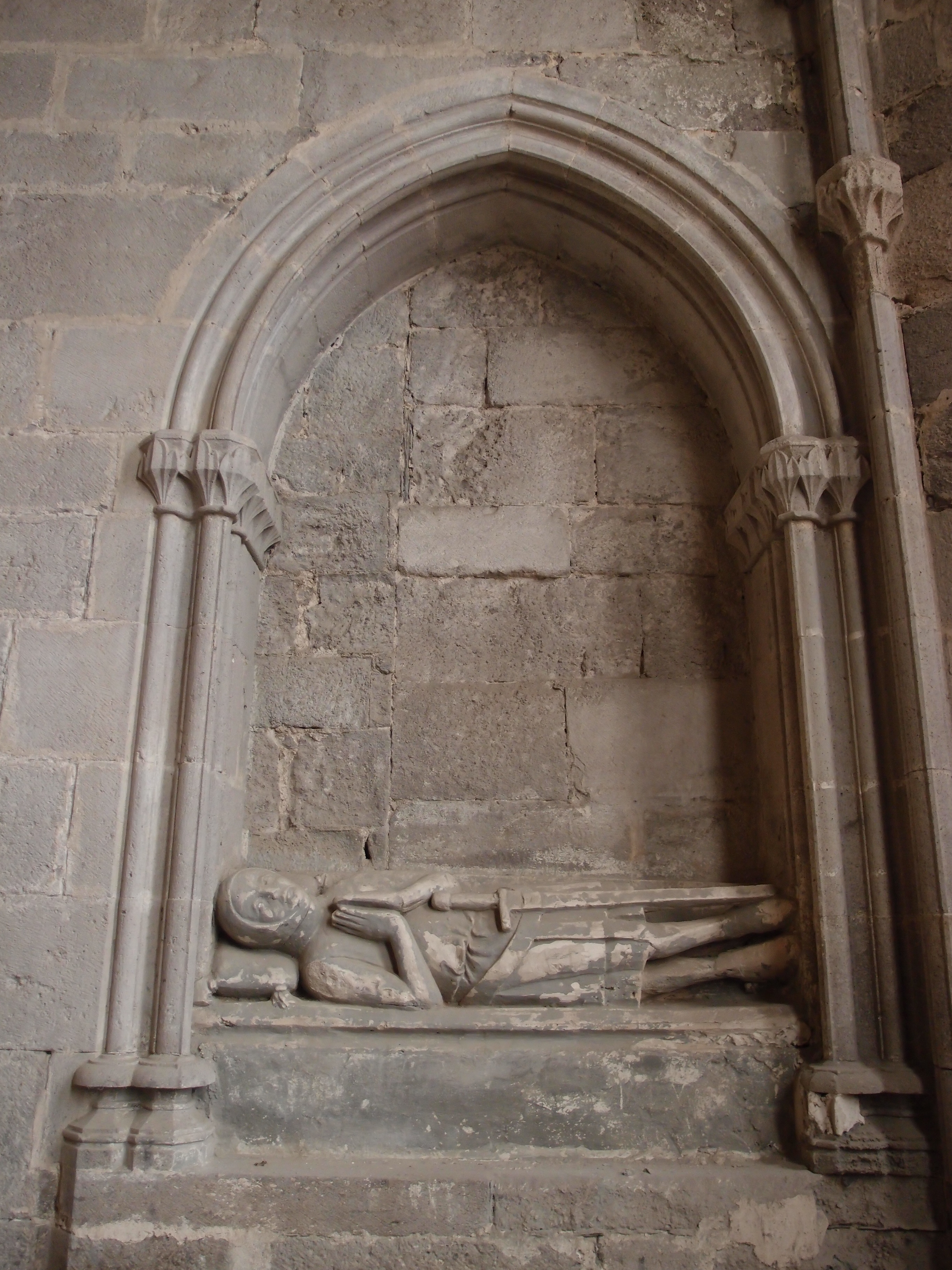
Das Grabmal eines Ritters

Während der Herrschaft des Grafen Ponç I. über die Stadt Peralada, mit den zugehörigen Ortschaften Empuries und Castello, wird in einem Schreiben aus dem Jahre 1007 zum ersten Mal eine der Mutter Gottes gewidmete Kirche in der Gegend des heutigen Castello de Empuries erwähnt.
Unter der Regentschaft seines zweiten Sohnes Hug II. wurde Empuries selbständige Hauptstadt seiner Baronie, während Peralada dessen älterem Bruder Berenguer zufiel; aus Empúries wurde dann später Castelló d’Empúries.
Mit dem Bau einer neuen Kirche Santa Maria wurde in Castelló d’Empúries am 13. Februar 1261 begonnen. In der ersten Hälfte des 15. Jahrhunderts wurde das Kirchengebäude fertiggestellt; in der zweiten Hälfte folgten im Zuge des Innenausbaus das Alabasterbild des Hauptaltars und die Figuren der Seitenaltäre. Die beiden Seitenkapellen wurden im 17. und 18. Jahrhundert angebaut.

## Architektur
Die Basílica de Santa Maria ist ein imposantes Beispiel für die katalanische Gotik, die im Mittelalter von den Zisterziensermönchen in Katalonien eingeführt wurde. Sie zeichnet sich durch einen hallenartigen einheitlichen Innenraum aus, ohne klare Trennung zwischen Chor und Langhaus und, wie auch in diesem Fall, meist ohne Querschiff. Die Basílika verfügt über ein Zweiturmfassade mit einem aufwendig mit Figuren und Ornamenten verzierten Trichterportal aus Marmor und darüber einem großen Rosettenfenster. Der rechte Turm wurde nicht vollendet. An der linken Seite des Kirchenschiffs steht als dritter Turm der 36 Meter hohe fünfstöckige Glockenturm, der in Anlehnung an die damalige Architektur romanischer Glockentürme in der Lombardei gestaltet wurde; er stammt vermutlich aus dem 13. Jahrhundert.
Der Innenraum des Kirchengebäudes folgt dem Typus der Hallenkirche. Ein außerordentlich breites Mittelschiff wird von zwei wesentlich schmaleren Seitenschiffen flankiert, an die zwischen den Strebepfeilern noch eine Reihe von Kapellen angefügt ist. Der Kirchenraum ist in der Länge in neun Joche gegliedert, vorne durch einen 7/12-Schluss abgeschlossen. Die Kreuzrippengewölbe von Haupt- und Seitenschiff werden von Rundsäulen getragen, die in einem achteckigen Kranzkapitel enden. Darüber setzen die Gewölberippen von Haupt und Seitenschiff sowie die Arkadenbögen auf gleicher Höhe an. Durch die wesentlich größere Breite des Hauptschiffs ergibt sich allerdings hier ein wesentlich höherer Gewölbestich, wodurch es möglich wurde, in die Wand über den Arkadenbögen, zwischen Haupt- und Seitenschiff, noch kleine Rosettenfenster einzubauen, die dem Hauptschiff zusätzlich Licht spenden. Großteils wird aber der Kirchenraum durch die großen Fenster der Seitenschiffe oberhalb der Kapellen belichtet.
Als Besonderheit weisen die vordersten zwei Joche einen basilikalen Querschnitt auf. Die Seitenschiffe sind hier wesentlich niedriger; die großen Fenster sitzen direkt in der Hauptschiffwand über den Arkadenbögen. Von Außen sind diese beiden Joche gut an den gewaltigen Strebepfeilern und den Strebebögen erkennbar. Die Segmente des 7/10-Schlusses weisen die gleichen großen Fenster auf; der vordere Teil der Kirche ist dadurch wesentlich heller, als das übrige Langhaus. Im Vergleich zu anderen Kirchen der katalanischen Gotik gibt es hier also eine relativ deutliche Gliederung in einen helleren Chor (7/10-Schluss und vordere zwei Joche) und ein weniger helles Langhaus (die übrigen sieben Joche). An den 7/10-Schluss ist direkt ein Kapellenkranz angefügt; die Seitenschiffe enden beim vordersten Joch mit je einer kleinen Seitenapsis mit 5/8-Schluss. Zu beiden Seiten der Kirche sind hier beim vordersten Joch große Kapellenräume angefügt.

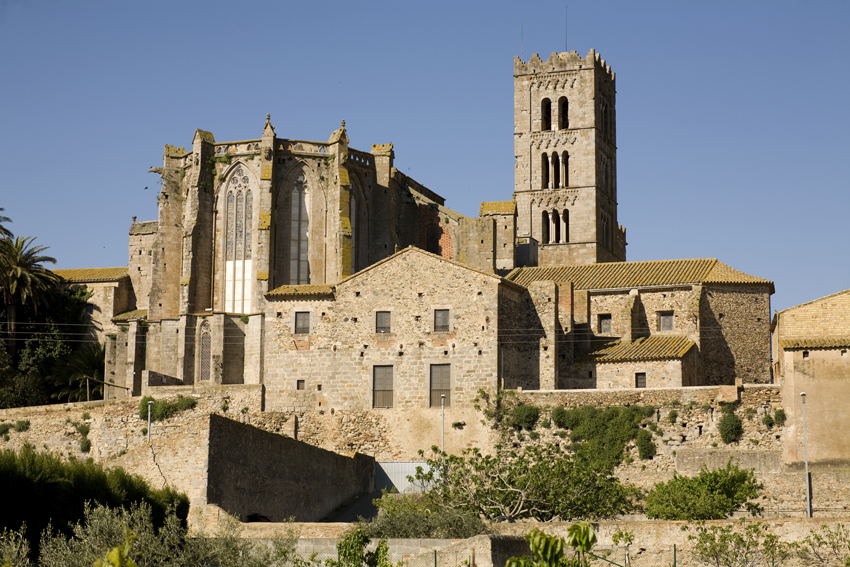
Glockenturm und Apsis
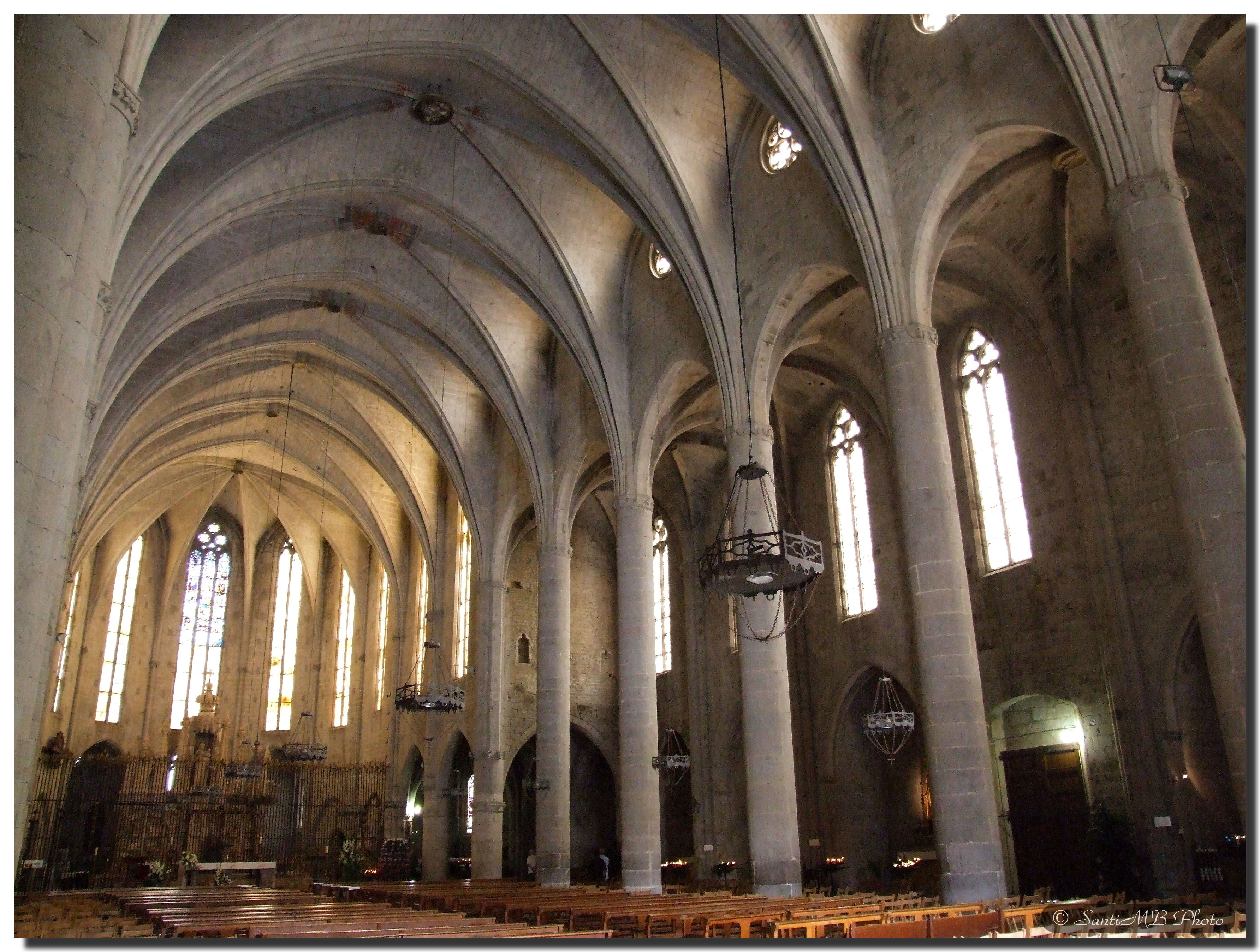
Mittelschiff und Altar
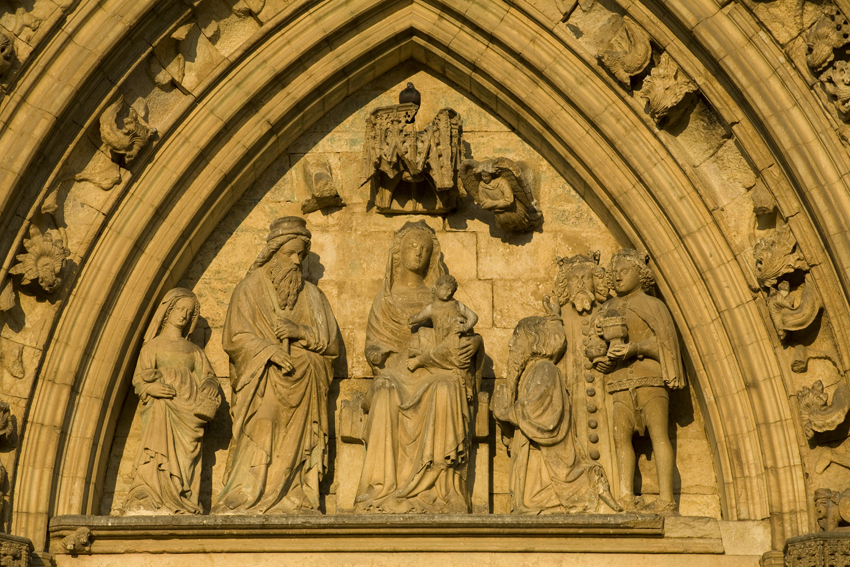
Bibelszene über dem Portal
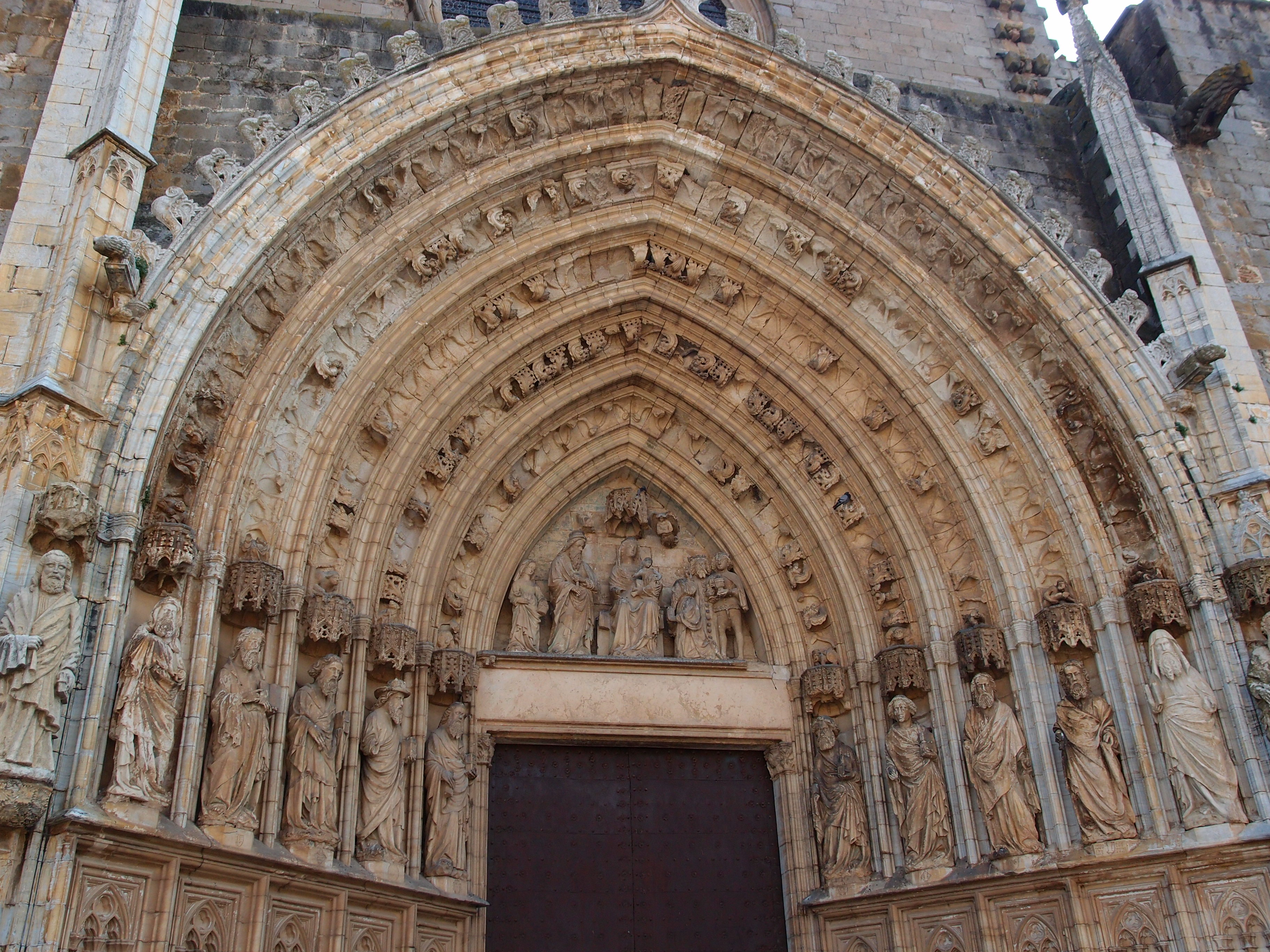
Detailansicht des Marmorportals

## Altar
Das Hauptaltarbild der Basílica besteht aus Alabaster und stammt aus der zweiten Hälfte des 15. Jahrhunderts. Die ersten schriftlichen Aufzeichnungen über die Arbeiten an diesem Werk stammen vom 18. März 1452; im Jahr 1456 wurde dieser 6,56 Meter hohe Schrein dem französischen Künstler Ponc Gaspar zugeschrieben.
Die Madonnenstatue wird von einem zweistufigen Sockel getragen, der im unteren Bereich die Wappen und Symbole der Stifter – von Engeln getragen – aufweist, während die obere Stufe Szenen der Passionsgeschichte Jesu darstellt.
Dieses Altarbild ist das letzte seiner Art, das in Katalonien in der zweiten Hälfte des 15. Jahrhunderts in dieser Technik hergestellt wurde und wird heute den bedeutendsten sakralen Kunstwerken Kataloniens aus dieser Zeit zugerechnet.

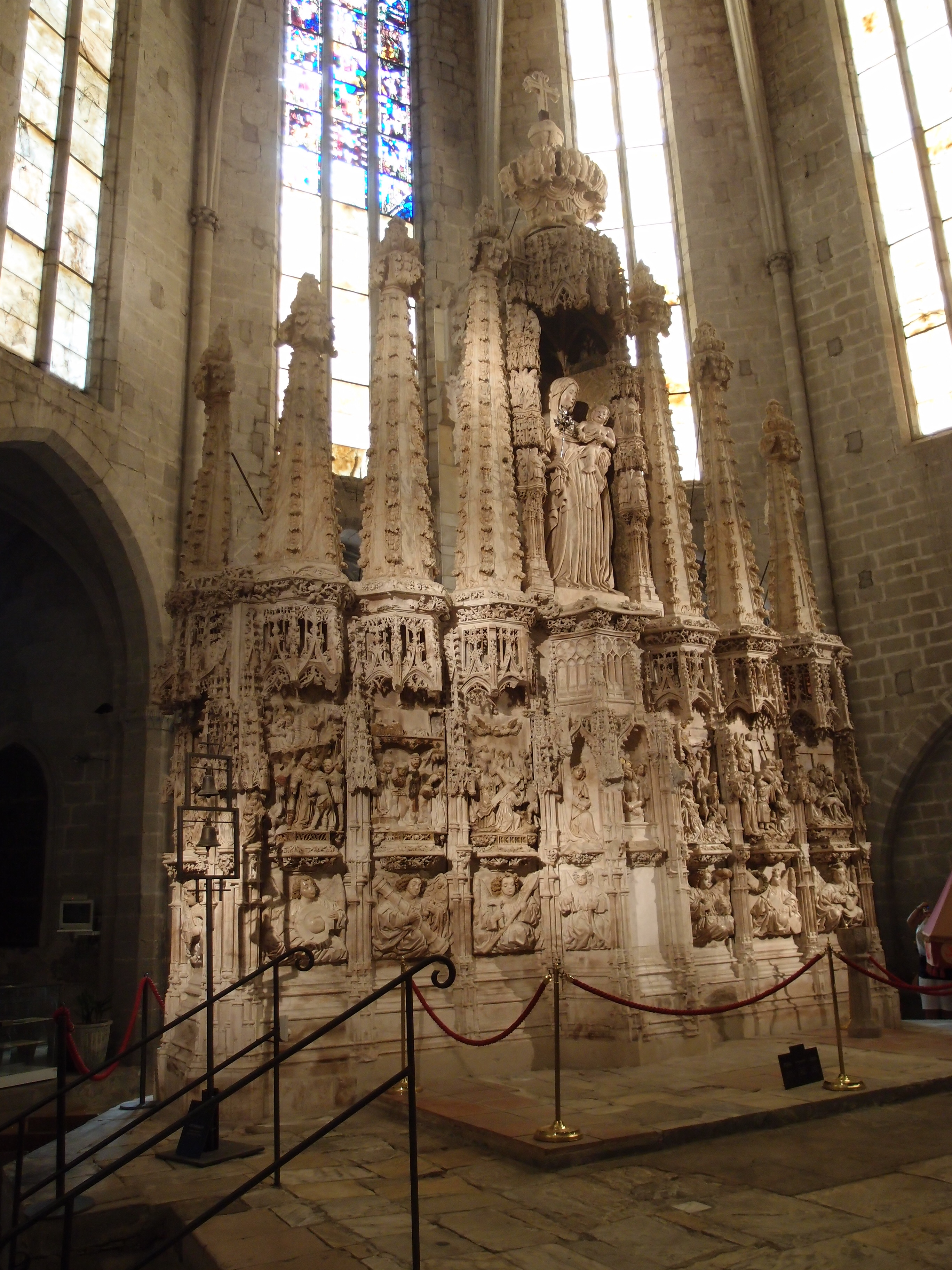
Gesamtansicht des Altarbildes
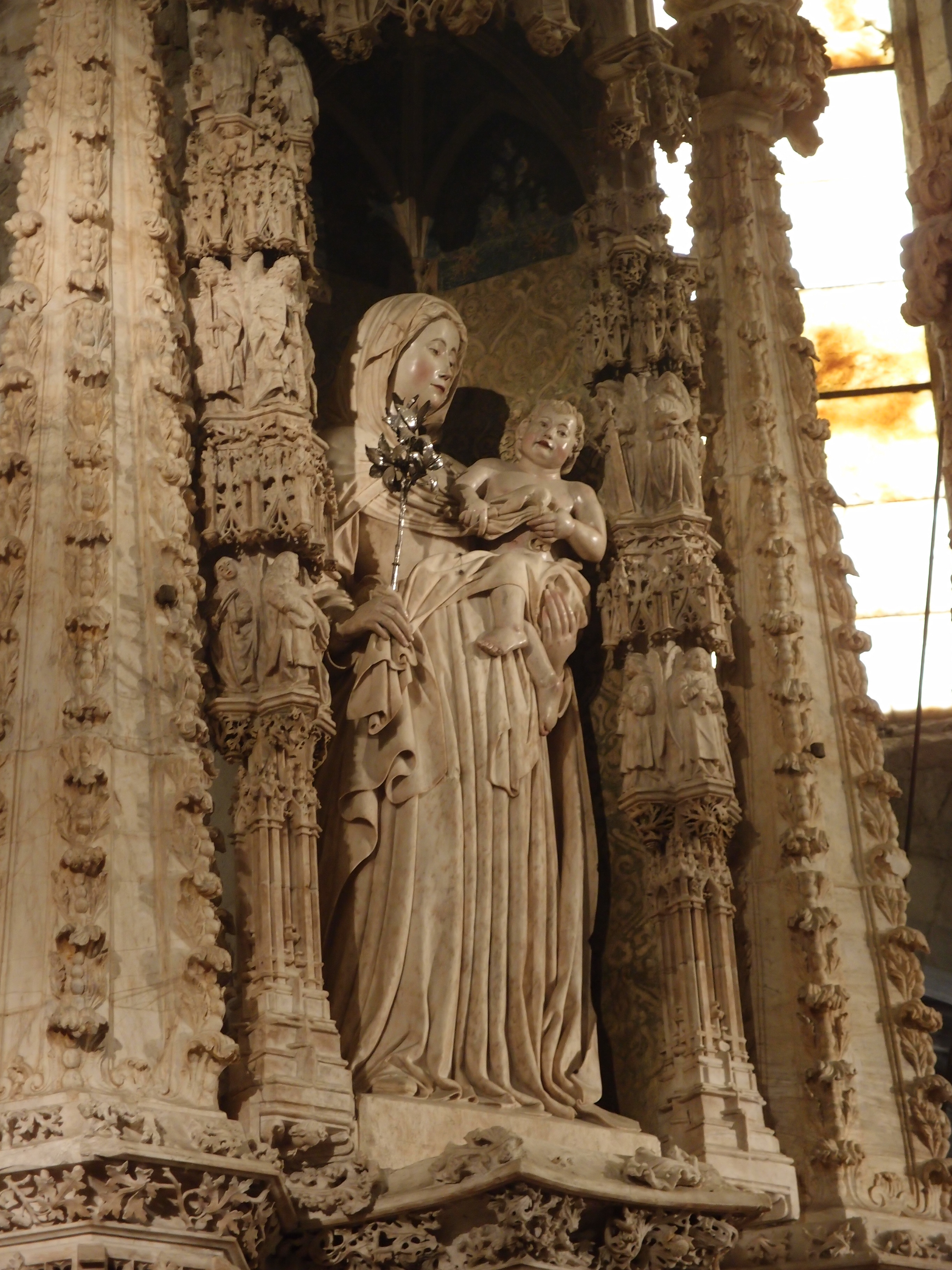
Detail der Madonnenstatue
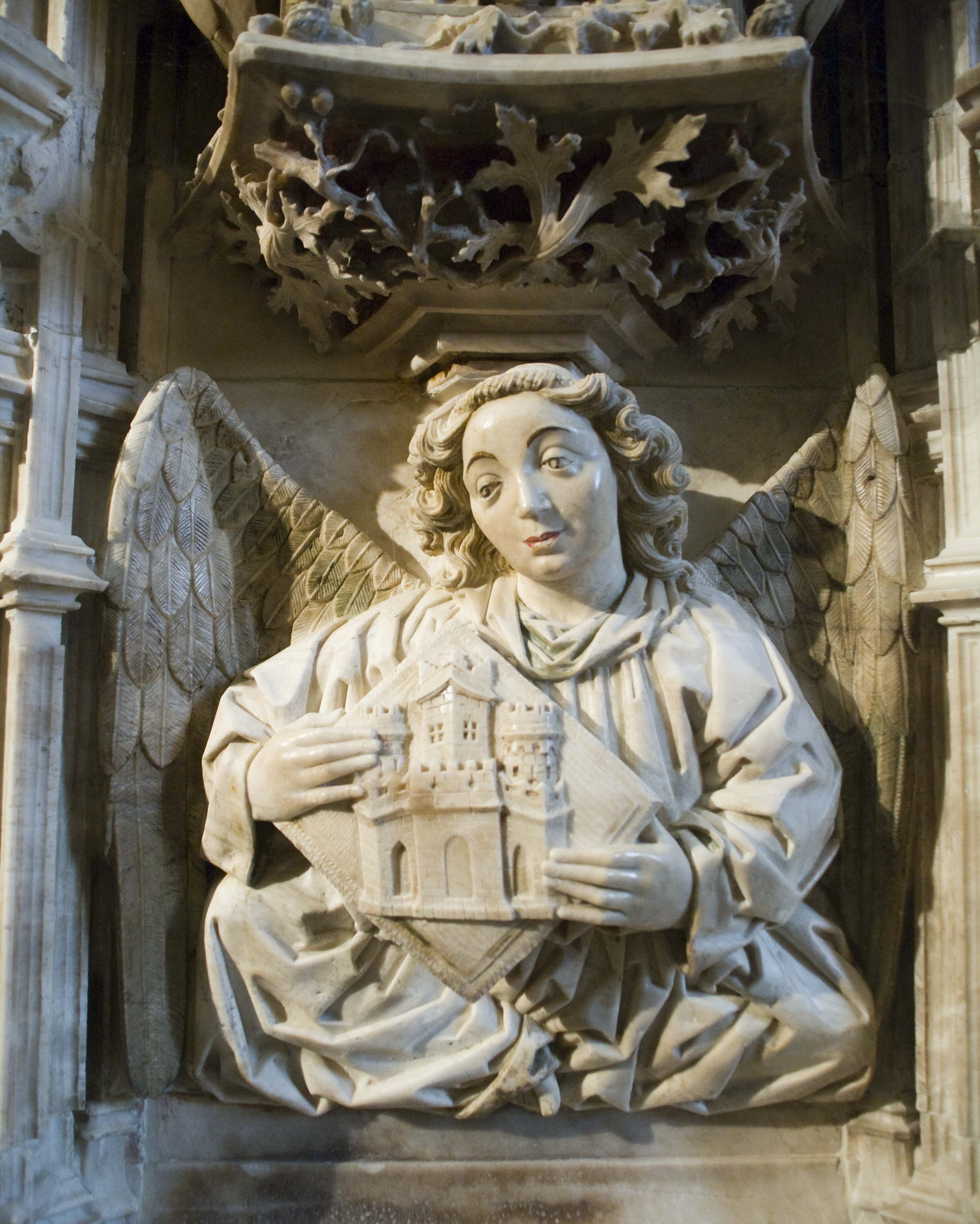
Engel mit Burg eines Stifters
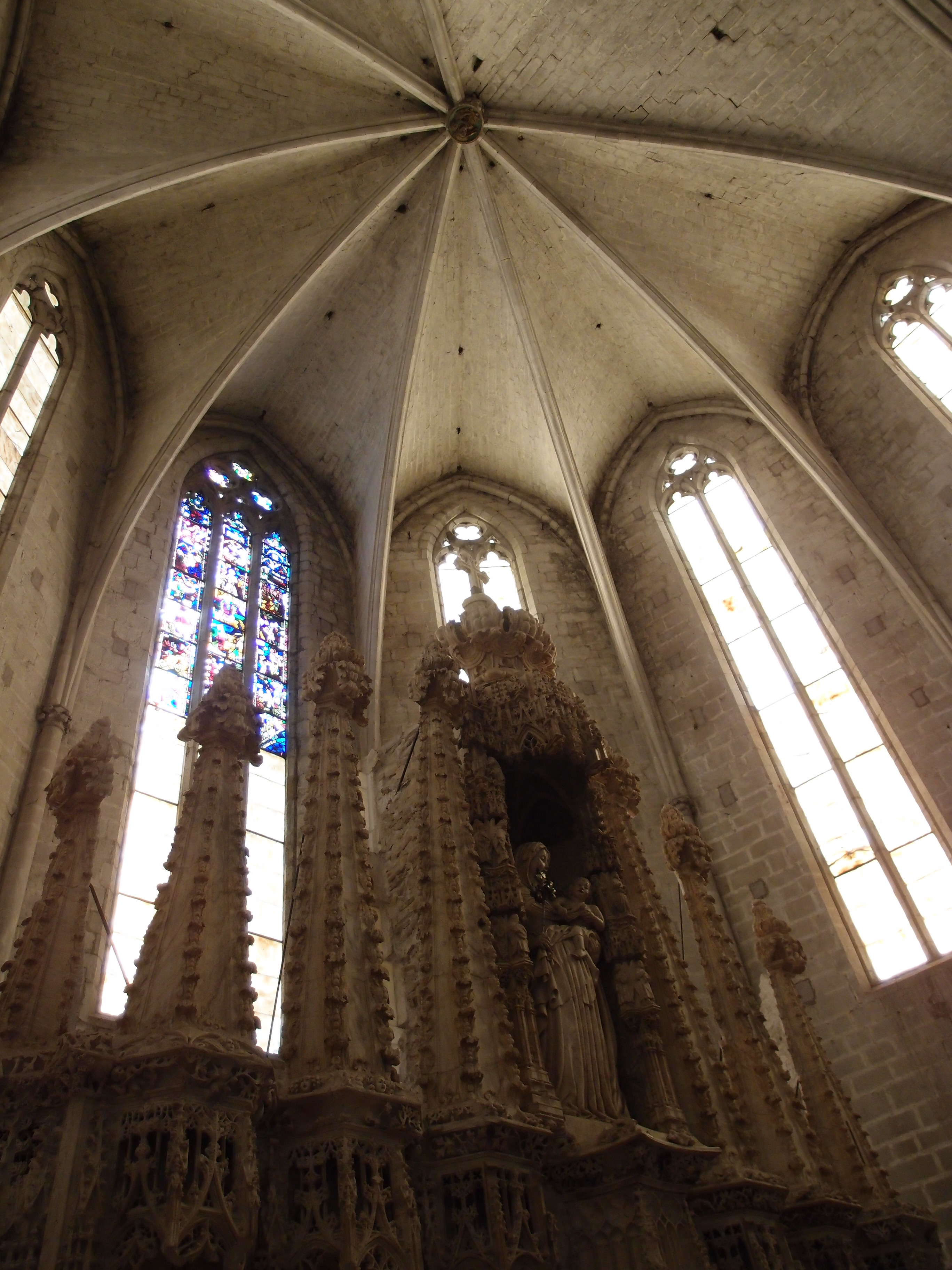
Altarbild und Decke des Chorschlusses

## Orgel

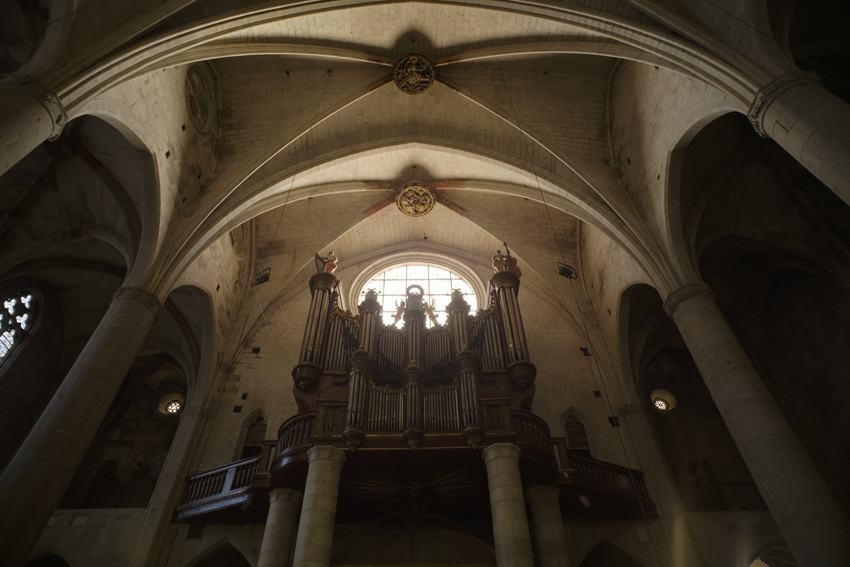
Die Orgel

Die Orgel in der Basílica de Santa Maria wurde gemäß einem historischen Dokument des Jahres 1494 ursprünglich durch den Orgelbaumeister Pere Granjera gebaut. Nach der Zerstörung infolge von Kriegseinwirkungen wurde in der Kirche eine neue Orgel 1803 durch Jean-Pierre Cavaillé begonnen; 1854 wurde dieses Musikinstrument durch Gaietà Vilardebó schließlich beendet. Im Anschluss an den spanischen Bürgerkrieg wurde die Kirchenorgel durch den Orgelbauer Gerhard Grenzig restauriert; nach Grenzigs Aussage sei die zur Restaurierung anstehende Orgel zuvor aber durch den Orgelbaumeister Louis Scherrer gebaut worden. Das Musikinstrument besitzt heute 4 Manuale, 57 Register, ein Pedal mit 12 Tönen sowie 4500 Pfeifen.

## Museum / Schatzkammer
Die neue Sakristei der Kirche sowie angrenzende Räume beherbergen heute ein Museum mit sakralen Sammlerstücken und Kunstwerken. Die Ausstellung umfasst unter anderem ein mit Juwelen besetztes Prozessionskreuz aus dem 16. Jahrhundert sowie liturgische Gewänder aus verschiedenen Zeitepochen. Historische Gemälde mit biblischen Szenen, Glas- und Keramikfundstücke aus dem 14. und 15. Jahrhundert anlässlich der Kirchenrestaurierung 1972 und antike Gesangbücher werden ebenso ausgestellt, wie ein Relief der Heiligen Katharina.

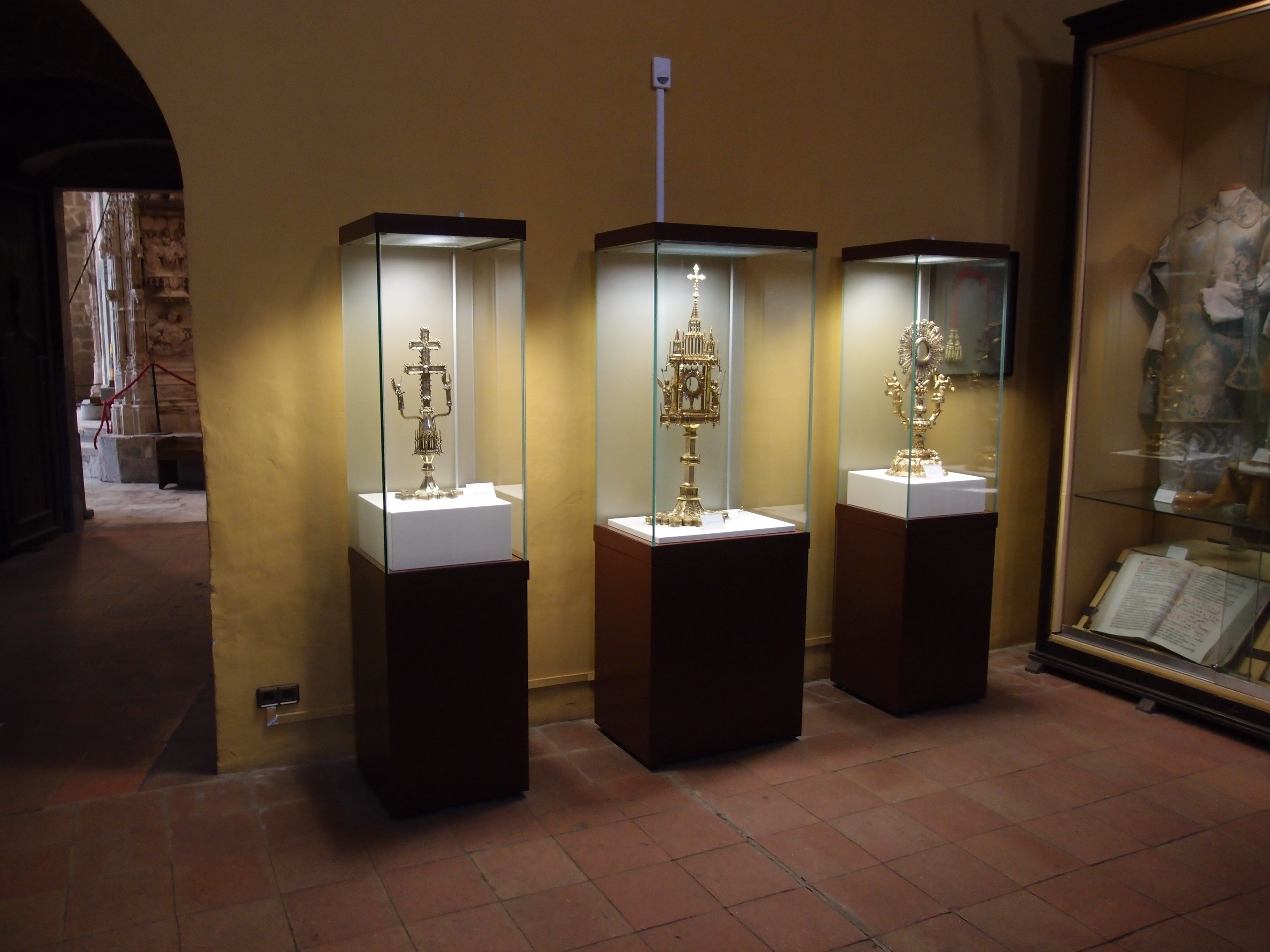
Antike Sakralkunst aus Gold und Silber
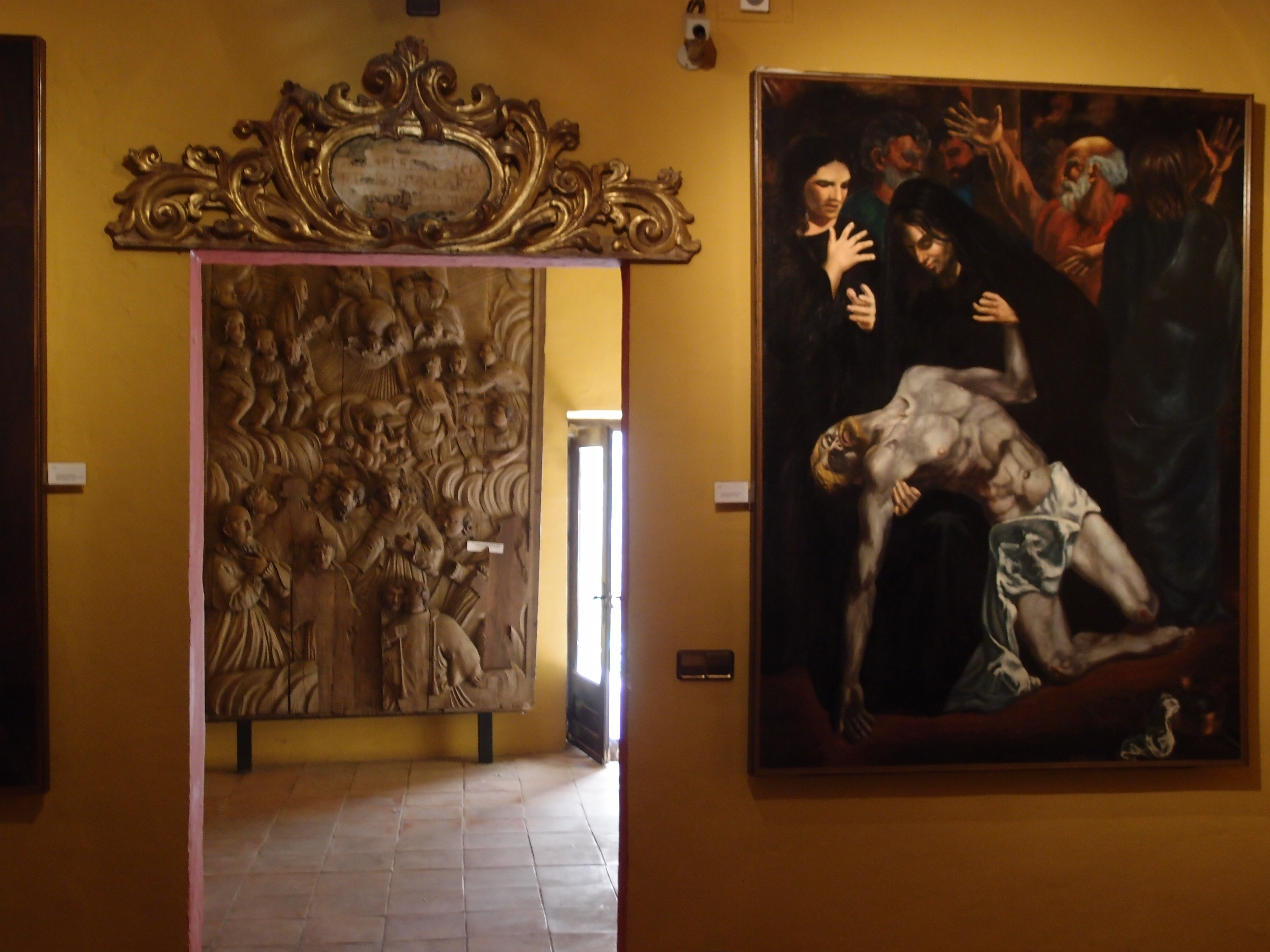
Historische Gemälde und Reliefs
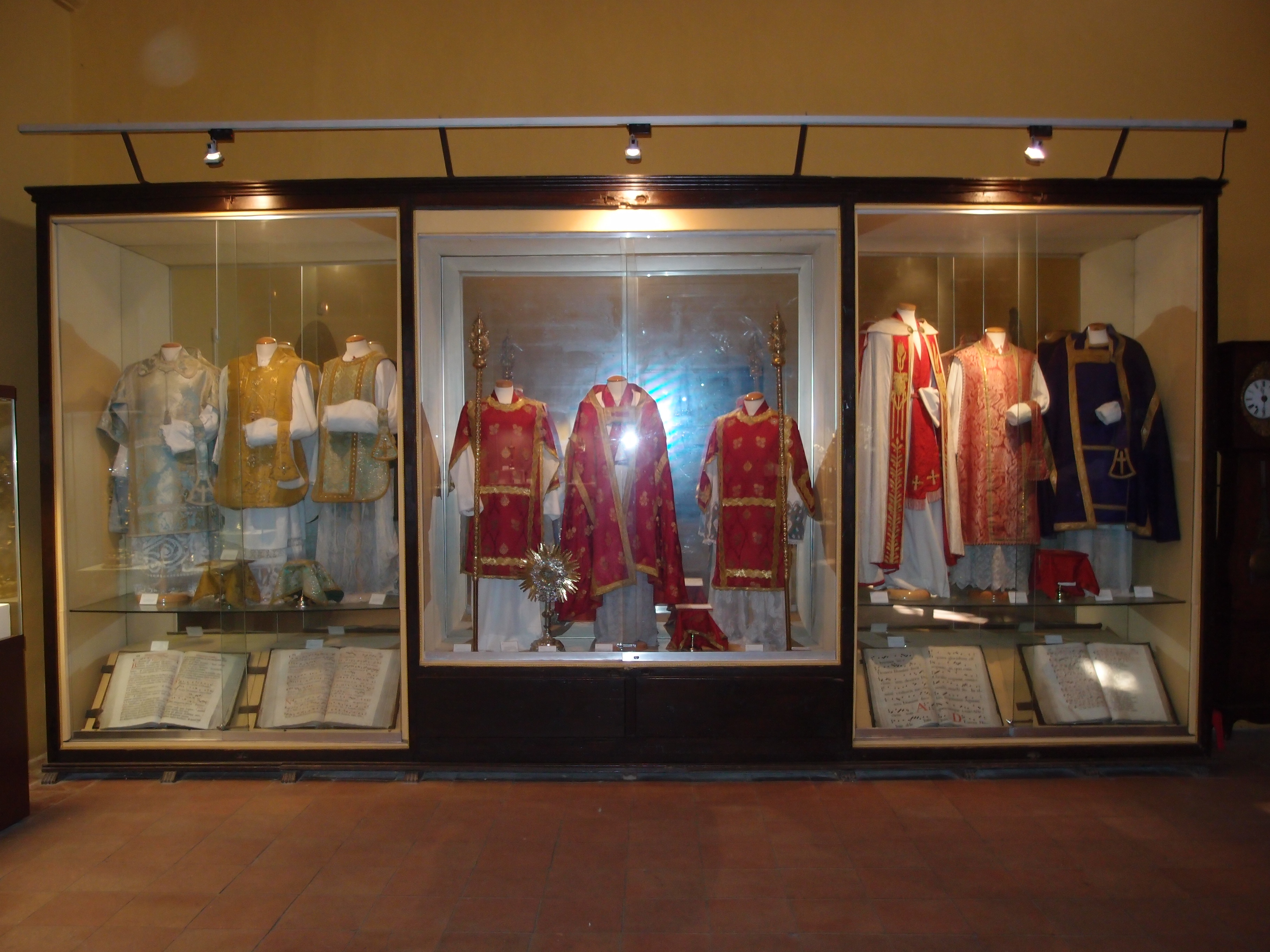
Antike Kirchengewänder und Bücher
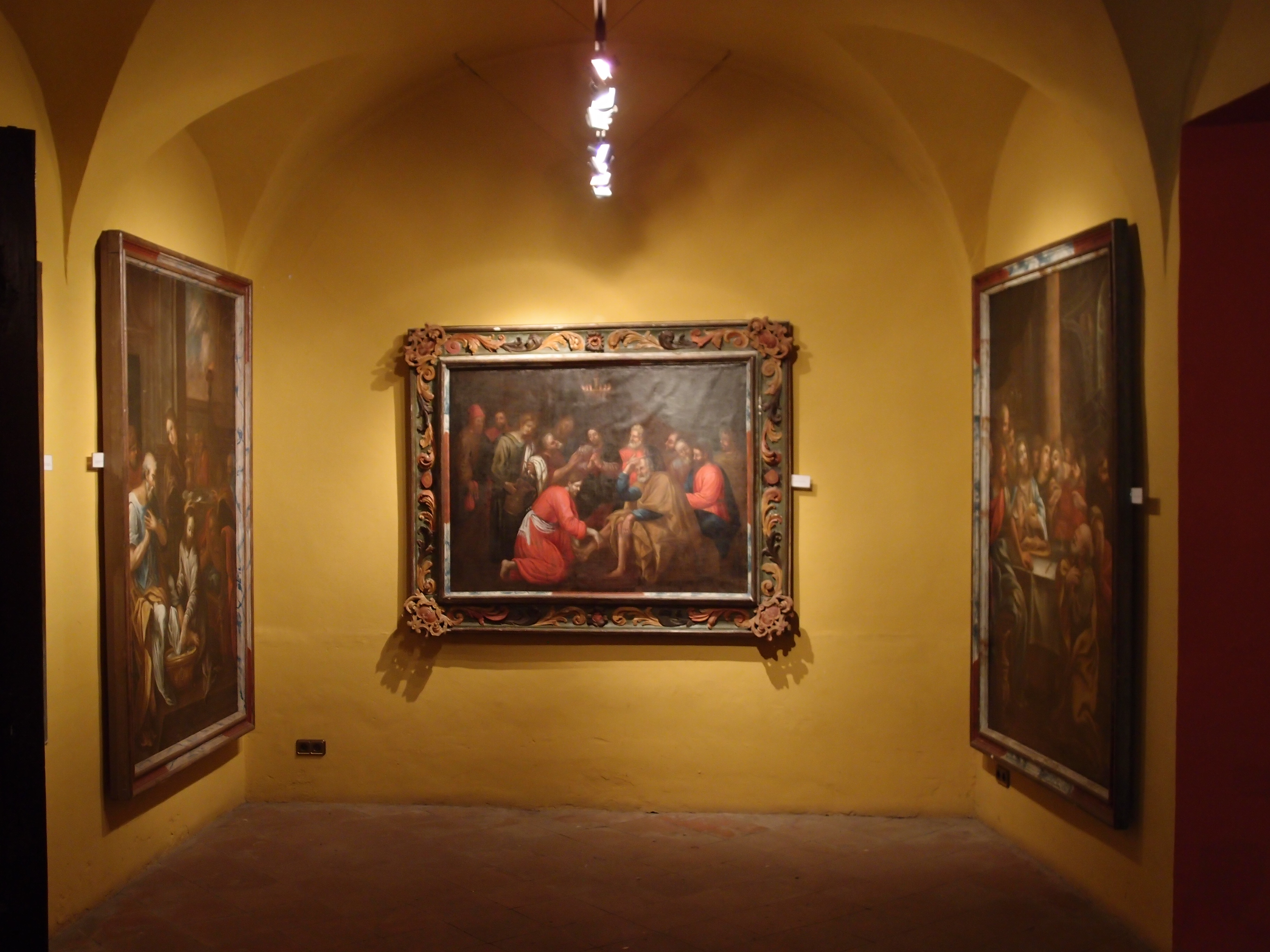
Historische Ölgemälde